# Ban (geografia)
Un ban és una devesa de muntanya, una partida de prats i bosc situat a les muntanyes properes a un poble. Es tracta d'un terme descriptiu de caràcter geogràfic amb un ús molt restringit territorialment, ja que pràcticament només s'utilitza al nord del Pallars Jussà i a llevant de l'Alta Ribagorça. Amb aquest significat, no es dona en cap altre indret de la geografia catalana.
Un terme diferent, malgrat tenir el mateix origen etimològic, és com s'utilitza el terme ban al Rosselló, Conflent i Vallespir, on significa banda, costat d'una vall.
L'origen de la paraula «ban» amb contingut geogràfic és el mateix que aquest mot amb el sentit de terme jurisdiccional. En un principi, les partides de bosc i prats immediates als pobles devien estar protegides per bans senyorials, respectant-ne el senyoriu directe dels habitants del poble, i la protecció que rebia aquest territori per part del senyor. Amb el pas del temps, el significat anà evolucionant fins a donar el contingut actual, però només en l'àmbit geogràfic restringit que ja ha quedat exposat.

## Els bans en la toponímia major catalana

### Alta Ribagorça

#### El Pont de Suert(antic terme deMalpàs)
- Ban de Massivert

### Pallars Jussà

#### Terme municipal deConca de Dalt
- Serrat del Ban

#### Terme municipal deSenterada
- Ban de Larén

#### Terme municipal dela Torre de Cabdella
- Ban d'Antist
- Ban d'Astell
- Ban de Guiró
- Ban de Mont-ros
- Ban de Pobellà
- Barranc del Ban
- Serrat del Ban, al nord d'Aguiró